# Chabówko
Chabówko [xaˈbufkɔ] (tiếng Đức: Neu Falkenberg)  là một ngôi làng ở quận hành chính của Gmina Bielice, trong Pyrzyce County, Zachodniopomorskie, ở tây bắc Ba Lan.
Trước năm 1945, ngôi làng là một phần của nước Đức.